# Fatal Frame II: Crimson Butterfly
Fatal Frame II: Crimson Butterfly (tạm dịch: Khung ảnh tử thần: Cánh bướm màu đỏ thẫm) hay còn được biết đến ở Châu Âu với tên gọi Project Zero II: Crimson Butterfly là một trò chơi video kinh dị sinh tồn được hãng Tecmo (Nhật Bản) phát triển và công bố năm 2003 cho hệ máy PlayStation 2. Đây là phiên bản thứ hai của dòng trò chơi Fatal Frame, và có cốt truyện độc lập với phần đầu tiên. Trò chơi miêu tả hành trình của 2 chị em sinh đôi Mio và Mayu Amakura bị lạc vào một ngôi làng bị bỏ hoang và huyền bí. Sự sống của họ nhanh chóng bị đe dọa bởi linh hồn của những người dân làng muốn bắt và hiến tế 2 chị em cho một nghi lễ cổ xưa. Người chơi phải sử dụng một chiếc máy ảnh có năng lực trừ tà để tấn công kẻ địch cũng như khám phá những bí ẩn của làng.
Việc phát triển Fatal Frame II được bắt đầu một thời gian ngắn sau khi Fatal Frame được ra mắt. Vì có quá nhiều người sợ hãi sau khi chơi phiên bản đầu, Tecmo làm cốt truyện phần 2 hấp dẫn hơn để giúp người chơi có động lực hoàn thành game. Tuy vậy yếu tố kinh dị vẫn là tâm điểm của trò chơi và thậm chí Fatal Frame II được đánh giá là một trong những trò chơi kinh dị nhất từng được tạo ra. Fatal Frame II được đưa lên hệ máy Xbox năm 2004 với tựa đề Director's Cut với hình ảnh và âm thanh được cải thiện, cùng với một chế độ chơi mới. Trò chơi cũng đã được tái phát hành trên PlayStation 3 thông qua PSN vào năm 2013, và một bản làm lại (remake) với tựa đề Fatal Frame II: Deep Crimson Butterfly (Project Zero 2: Wii edition) trên hệ máy Wii ở Nhật Bản và Châu Âu.

## Cách chơi
Fatal Frame II là một trò chơi kinh dị sinh tồn. Trong hầu hết thời gian, người chơi sẽ điều khiển Mio Amakura và dẫn theo người chị song sinh Mayu Amakura khám phá một ngôi làng bị bỏ hoang. Giống như các phiên bản khác của dòng game, người chơi sẽ sử dụng một chiếc máy ảnh có năng lực đặc biệt nhằm tiêu diệt các hồn ma (máy ảnh Obscura), tìm kiếm các gợi ý để giải đố và khám phá cốt truyện. Nhân vật trong trò chơi được điều khiển dưới góc nhìn người thứ 3 (TPS), tuy nhiên khi chuyển sang chế độ kính ngắm, màn hình sẽ chuyển sang góc nhìn người thứ nhất (FPS). Một thanh ở góc màn hình sẽ phát sáng khi có hồn ma hay gợi ý gần đó. Nhiều gợi ý chỉ có thể nhìn được qua kính ngắm, và có một vài hồn ma không phải kẻ địch sẽ cung cấp gợi ý cho người chơi.
Nhiều vật phẩm trong trò chơi có thể thu thập được, có thể chia làm ba loại. Loại thứ nhất và quan trọng nhất chính là chiếc máy ảnh Obscura và các vật phẩm kèm theo nó như phim chụp, ống kính và ngọc để nâng cấp. Loại thứ 2 là các đồ vật gợi ý, mở khóa màn chơi và tìm hiểu thêm về cốt truyện như radio, mảnh nhật ký, ghi chú, chìa khóa, đồ chơi,...Loại thứ 3 là các loại thuốc giúp hồi phục lại một phần hay toàn bộ sức khỏe của nhân vật.
Kẻ địch chính trong game là các hồn ma bị sát hại hoặc tự tử và bị mắc kẹt lại trong làng (xem thêm Danh sách hồn ma trong Fatal Frame 2), có thể tấn công người chơi theo nhiều cách như bóp cổ, túm tay chân hoặc dùng vũ khí. Mỗi hồn ma có sức tấn công và phòng thủ khác nhau, một số chỉ có thể đi bộ trong khi số khác có khả năng bay và biến ảo liên tục. Sức khỏe của nhân vật được hiển thị bằng một thanh máu ở góc màn hình, và nếu Mio hoặc Mayu chết, trò chơi sẽ kết thúc. Đổi lại, Mio cũng có thể tấn công hồn ma bằng cách chụp ảnh khi chuyển sang chế độ kính ngắm. Một vòng tròn đỏ ở giữa màn hình giống như một thanh lực sẽ tăng dần lên khi ngắm thấy hồn ma, chất lượng các cú chụp phụ thuộc vào thanh lực, phim chụp, độ nâng cấp của máy ảnh và thời điểm; cú chụp cận mặt và thanh lực đầy vào khoảnh khắc hồn ma chuẩn bị tấn công người chơi sẽ gây nhiều sát thương nhất. Nâng cấp máy ảnh sẽ giúp người chơi mở khóa và phát triển thêm nhiều tính năng mới, như làm chậm, đẩy lùi kẻ địch, chụp nhiều cú liên tiếp,...

## Nội dung

### Bối cảnh và nhân vật
Fatal Frame II lấy bối cảnh ở vùng Minakami của Nhật Bản. Câu chuyện trong trò chơi diễn ra ở ngôi làng hư cấu Minakami (hay còn gọi là "Ngôi làng mất tích"). Làng có một nghi lễ đặc biệt gọi là "Nghi lễ Hiến tế Màu đỏ" bắt buộc phải thực hiện trong mỗi một thập kỷ, nếu không tai họa sẽ giáng xuống. Để thực hiện nghi lễ, một người trong cặp song sinh sinh ra ở làng phải bóp cổ người còn lại, phần linh hồn người đó sẽ biến thành một con bướm màu đỏ thẫm bay lên thiên đàng để phù hộ ngôi làng, còn xác thì bị ném xuống một vực sâu gọi là "hố địa ngục". Nghi lễ diễn ra lần cuối đã thất bại, ngôi làng bị bóng tối bao phủ vĩnh viễn, toàn bộ cư dân trong làng bị tàn sát và linh hồn họ bị mắc kẹt trong ngôi làng đã hoàn toàn biến mất khỏi thế giới.
Nhân vật chính của câu chuyện là cặp song sinh Mio và Mayu Amakura, thuở nhỏ 2 chị em cùng với bố mẹ sống ở gần làng Minakami. Trong một lần nô đùa chạy theo Mio, vì bất cẩn Mayu bị trượt ngã và bị trật khớp chân, cô phải mang theo thương tật đó suốt đời. Ân hận, Mio hứa rằng sẽ luôn đi theo và bảo vệ Mayu. Một thời gian sau đó, cha của Mio và Mayu mất tích sau những cánh rừng của Minakami, và mẹ của họ quyết định dời đi. Trong phiên bản gốc, Mio và Mayu 15 tuổi, nhưng trong bản làm lại, độ tuổi của 2 chi em là 17.
Nhân vật phản diện chính trong trò chơi là Sae Kurosawa, một linh hồn đầy thù hận; cô bị dân làng sát hại để thực hiện Nghi lễ Hiến tế Màu đỏ. Cùng với Sae, một nhà văn hóa dân gian tên Seijiro Makabe đến Minakami để nghiên cứu phong tục của làng cũng bị giết. Tuy nhiên khi nghi lễ thất bại, Sae và Makabe đã trở lại từ địa ngục và tàn sát tất cả. Sae luôn muốn tái hợp với người chị song sinh Yae Kurosawa, và muốn hiến tế Mayu để cùng với mình hoàn thành nghi lễ.

### Cốt truyện
2 chị em Mayu và Mio đến thăm Minakami nơi họ đã từng sống, và ôn lại kỉ niệm thời thơ ấu ở khu rừng mà 2 người vẫn thường chơi đùa, trước khi nó chìm trong nước vì một đập thủy điện gần đó sắp được xây dựng. Trong lúc ngồi bên bờ suối, chợt Mayu nhìn thấy một con bướm màu đỏ thẫm và đi theo nó. Mio đuổi theo và nhận ra cả hai đã đi quá sâu vào trong rừng. Bóng tối bao trùm cảnh vật; khi Mio đuổi kịp Mayu, 2 người tìm thấy một ngôi làng bị bỏ hoang không một bóng người. Đi sâu vào trong làng, 2 chị em nhìn thấy một người phụ nữ đi vào một ngôi nhà, họ vội chạy theo. Bên trong nhà, Mio tìm thấy chiếc máy ảnh Obscura. Cùng lúc đó, 2 người chạm trán với hồn ma của Miyako Sudo, một cô gái trẻ bị chính người mình yêu bóp cổ chết; Mio dùng máy ảnh Obscura tiêu diệt cô ta. Mayu bỗng nhiên bỏ Mio lại, và đi theo đàn bướm đỏ đến gặp một cô gái trẻ, mặc một bộ kimono trắng dính máu và có điệu cười quái di. Mio vội đuổi theo đến bên ngoài một cây cầu nhưng cổng dẫn vào cầu đã đóng. Cô lần theo đường khác và thấy những cánh bướm rập rờn bên ngoài một nhà kho cũ, Mio lại gần và gặp một cậu bé tên Isuki Tachibana, cậu ta hướng dẫn Mio tìm chìa khóa mở cổng. Vừa đặt chân lên cầu, Mio bắt gặp và tiêu diệt hồn ma một cô gái bị chết đuối. Cây cầu dẫn đến ngôi nhà của gia đình Kurosawa, dòng họ có thế lực nhất trong làng; tại đây Mio nhìn thấy cô gái mặc bộ kimono trắng đang đứng cười điên loạn trên đống xác chết, bên cạnh là một hồn ma hùng mạnh tên là Kusabi. Không thể dùng máy ảnh tiêu diệt họ, Mio vội chạy khỏi đó. Tại một căn phòng chứa đầy búp bê, Mio bắt gặp Mayu, cô ấy nói rằng có ai đó đang gọi mình để hoàn tất nghi lễ. 2 chị em tìm cách chạy trốn khỏi ngôi nhà, trên đường đi họ chạm trán với nhiều hồn ma dân thường bị thảm sát và các thầy pháp có dán đạo bùa trước mặt. Khi đi qua một cánh cửa, Mayu lại bị kẹt lại phía sau; Mio vội đi tìm chìa khóa mặc cho Mayu cầu xin đừng bỏ cô lại. Mio rời khỏi nhà Kurosawa, cô tìm thấy chìa khóa trong một hang động ngầm dưới lòng đất; đến khi quay lại thì Mayu đã biến mất. Mio vội chạy đi tìm, cô thấy Mayu đang tập tễnh bước đi trên một hành lang, theo sau là hồn ma một phụ nữ bị gãy cổ. Mio đuổi theo và tiêu diệt hồn ma đó bằng chiếc máy ảnh Obscura. Mio quay lại nhà kho gặp Isuki, cậu ta cho biết Mayu đang ở trong nhà của gia đình Tachibana. Để vào được đó, Mio phải xuống một lối đi bí mật bên trong nhà gia đình Kiryu, tại đây cô chạm trán và tiêu diệt hồn ma 2 chị em song sinh Akane, Azami Kiryu cùng với cha họ là nghệ nhân làm búp bê Yoshitatsu Kiryu, và hồn ma một phụ nữ nhảy lầu tự sát.